# Lydella fulvipes
Lydella fulvipes là một loài ruồi trong họ Tachinidae.